# Gran Premio Noches del Hipódromo
El Gran Premio Noches del Hipódromo es uno de los grandes premios que se disputa desde el 2024 en el Hipódromo de la Zarzuela de Madrid, durante la temporada de verano, en el mes de agosto. La carrera está destinada a caballos y yeguas de cuatro años en adelante sobre una distancia de 1.900 metros. Se disputa en la pista de fibra, siendo el único gran premio que se disputa sobre esta superficie en el Hipódromo de la Zarzuela.

## Palmarés[1][2]
| Gran Premio Noches del Hipódromo |                    |                       |                       |                     |       |
| 2025                             | FURIOSO (SPA)      | Václav Janáček        | Guillermo Arizkorreta | Yeguada Rocío       | 1900m |
| 2024                             | CHARMING LOOK (GB) | Ricardo Nicolás Valle | Óscar Anaya           | Cuadra Reza Pazooki | 1900m |